# 时代广场4号
康泰纳仕大厦（英語：Condé Nast Building），官方名时代广场4号（英語：4 Times Square），是一座位于曼哈顿中城时代广场的摩天大楼。位于百老汇、介于42街到43街之间，完工于2000年1月，是42街再开发计划的一部分。由達斯特機構所有。该建筑有48层，高度达809英尺（247米），是纽约第12高、美国第41高的建筑。该大楼的面积曾经让市政府担心其对时代广场的影响。

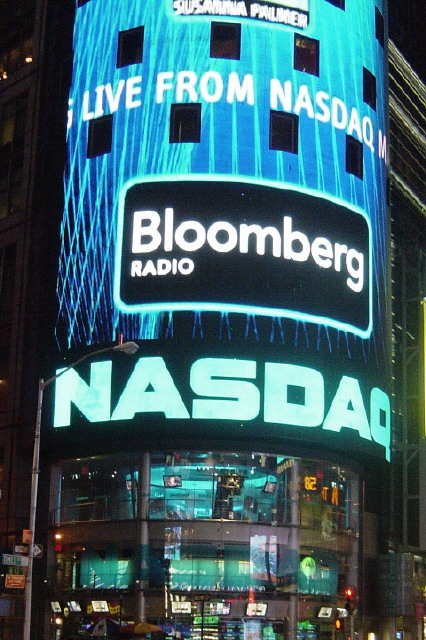
納斯達克MarketSite位于康泰纳仕大厦的底部（夜里的纽约时代广场）

## 天线
2002到2003年，大楼原有的天线被拆除，换成了一个高300英尺（91米）的天线，以支持电视、广播信号传播。